# Вугловец
 Вугловец је насељено место у Републици Хрватској у Вараждинској жупанији. Административно је у саставу града Иванеца. Налази се 3 километра западно од Иванца на путу према Лепоглави.

## Становништво
На попису становништва 2011. године, Вугловец је имао 333 становника.
Према попису становништва из 2001. године у насељу Вугловец живело је 346 становника. који су живели у 108 породичних домаћинстава
Кретање броја становника по пописима 1857—2001.
| година пописа  | 1857. | 1869. | 1880. | 1890. | 1900. | 1910. | 1921. | 1931. | 1948. | 1953. | 1961. | 1971. | 1981. | 1991. | 2001. |
| бр. становника | 224   | 246   | 243   | 287   | 322   | 378   | 382   | 366   | 327   | 360   | 374   | 381   | 369   | 391   | 346   |

## Попис1991.
На попису становништва 1991. године, насељено место Вугловец је имало 391 становника, следећег националног састава:
| Попис 1991.‍  | Попис 1991.‍  | Попис 1991.‍ | Попис 1991.‍ | Попис 1991.‍ |
| ------------ | ------------ | ----------- | ----------- | ----------- |
|              |              |             |             |             |
| Хрвати       | Хрвати       |             | 381         | 97,44%      |
| Срби         | Срби         |             | 3           | 0,76%       |
| Југословени  | Југословени  |             | 1           | 0,25%       |
| Муслимани    | Муслимани    |             | 1           | 0,25%       |
| Словенци     | Словенци     |             | 1           | 0,25%       |
| неопредељени | неопредељени |             | 4           | 1,02%       |
| укупно: 391  |              |             |             |             |

## Познате личности
- Јосип Краш — народни херој Југославије